# 朱筑文
朱筑文（英語：Gilbert Chu，1946年1月20日—），出生及成長於美國波士頓，分别在麻省理工学院（1973年）和哈佛医学院（1980年）获得过物理学和医学博士学位，后成为斯坦福医学院生物化学教授。